# Toryumon
Toryumon (闘龍門 Tōryūmon?) es una empresa de lucha libre profesional que opera en Japón y México, fundada en 1997 por Yoshihiro "Último Dragón" Asai.
Toryumon fue originalmente creada para dar a luchadores graduados en el Último Dragón Gym experiencia y entrenamiento al inicio de sus carreras. Por ello, Toryumon sirve como territorio de desarrollo universal, habiendo contado entre sus filas a muchos de los actuales luchadores de las mayores empresas de puroresu de Japón. Debido a su operatividad en México bajo el nombre de Toryumon Mexico, Toryumon ha entrenado también a varios luchadores de lucha libre mexicana. El nombre Toryumon significa literalmente Ascensión a la Puerta del Dragón, y se usa en el idioma japonés para definir el camino hacia el éxito, lo que representa la misión de esta empresa.
En 2004, Asai dejó la sucursal de Japón de Toryumon y se llevó con él el nombre de Toryumon y sus marcas de fábrica, por lo que sus luchadores y empleados adoptaron el nombre Dragon Gate y se establecieron como una empresa separada. Desde entonces, Toryumon se ha basado mayoritariamente en su base de México, aunque también celebra programas de vez en cuando en Japón, y tiene una relación de trabajo con Michinoku Pro Wrestling.

## Historia
Durante sus años en la empresa estadounidense World Championship Wrestling, Último Dragón decidió abrir una escuela de lucha libre llamada Último Dragón Gym en Naucalpan, México, para dar a los luchadores japoneses la oportunidad de aprender el estilo de la lucha libre mexicana como él hizo. Debido a las características del estilo mexicano -que requería de individuos ágiles y delgados-, la escuela admitió a alumnos sin estándares mínimos de altura y peso, dando así oportunidad de ser entrenados a luchadores que en la mayoría de empresas de puroresu habrían sido considerados demasiado pequeños para tener éxito, como al mismo Asai le ocurrió.
La escuela fue establecida bajo los principios de una universidad, dividiéndose en clases y en sucesivos trimestres, en la que los luchadores se "graduarían" más o menos al mismo tiempo; esta graduación sería su debut en el sistema de shows de lucha libre que Asai estableció uniendo con International Wrestling Revolution Group su recién fundada promoción, inicialmente llamada Grupo Revolución y más tarde rebautizada Toryumon Mexico. Esta alianza permitió a los luchadores de Toryumon competir también en IWRG para ganar experiencia, con algunos de sus miembros ganando campeonatos de esa empresa. Además, gracias a las influencias de Asai en WCW, luchadores escogidos de la escuela aparecieron en la World Championship Wrestling.

### Toryumon Japan
El 1 de enero de 1999 Toryumon celebró su primer show en Japón, el cual sería continuado de forma regular. Allí la empresa tomó el nombre de Toryumon Japan, análogo al de Toryumon Mexico. A pesar de su pequeño tamaño inicial, la promoción fue extremadamente exitosa y ascendió rápidamente en tamaño, destacándose sobre todas las demás del circuito independiente de la época. Toryumon se hizo famosa por su espectacular estilo de puroresu y lucha libre mexicana, su amplio sistema de gimmicks y storylines -que Asai había observado en Estados Unidos- y su énfasis en la actuación. Así mismo, los luchadores jóvenes y carismáticos de Asai brindaron a Toryumon una gran base de fanes femeninas, algo que se convertiría en uno de sus rasgos más llamativos.
La principal storyline de Toryumon, que permanecería durante años, sería el enfrentamiento de todos los luchadores faces de la promoción, agrupados en un colectivo llamado Toryumon Seikigun y liderados por Magnum TOKYO, en contra de la facción heel Crazy MAX, encabezada por CIMA. Después del comienzo de los proyectos en el extranjero de Asai, Takashi Okamura heredó el liderazgo de la empresa, dedicándose a tareas de dirección.

### Toryumon 2000 Project
En 2000, la segunda clase de Toryumon se estableció de forma independiente al crear su propia marca, Toryumon 2000 Project (T2P). Esta promoción debutó el 13 de noviembre de 2001 y fue famosa por usar un cuadrilátero de seis lados, la primera de la historia en hacerlo; tiempo más tarde, sería imitada en este aspecto por Asistencia Asesoría y Administración y otras promociones de México. Los luchadores de T2P fueron caracterizados por usar el estilo mexicano de Llave, que estaba basado en una gran gama de sumisiones y lucha técnica. 
Toryumon 2000 Project, cuyo tema era básicamente el mismo que Toryumon Japan -una facción heel, en este caso el grupo Italian Connection de Milano Collection A.T., enfrentadada con el resto de luchadores de la promoción- inició una rivalidad con la sucursal de Japón, con varias interacciones y ataques entre ambas empresas, y duró hasta el 27 de enero de 2003, cuando fue reabsorbida dentro de Toryumon después de que Milano perdiese ante su homólogo de Japan, CIMA.

### Toryumon X
La tercera clase de graduados de Toryumon, conocida como Toryumon X, comenzó su propia promoción el 22 de agosto de 2003. El estilo de esta promoción, que contaba con luchadores jóvenes y ágiles, se basó en movimientos aéreos y técnicas variadas de alto riesgo, y prometía contar entre sus filas con el futuro de Toryumon y de la lucha libre japonesa.
A diferencia de las otras clases, Toryumon X no consiguió el éxito esperado y su desarrollo se vio ensombrecido. Sus luchadores recibían una gran presión para conseguir el éxito adecuado, sin poder ganar el carisma o la experiencia suficientes, y la mayoría de ellos veían su capacidad limitada por serles impuestos gimmicks directamente basados en miembros de Japan; de hecho, se creó un grupo llamado Mini Crazy MAX, destinado a ser una prolongación de Crazy MAX -por entonces tweeners- en la promoción. El as face de Toryumon X, Taiji Ishimori, tuvo muy poca efectividad como tal, ya que no lograba el apoyo del público necesario, y la facción heel Los Salseros Japoneses se encontraba en una situación similar a la suya. Finalmente, Toryumon X cerró en septiembre de 2004, y sus luchadores fueron liberados.

### Escisión del sistema
Durante su ida a Estados Unidos en 2003 para trabajar en la World Wrestling Entertainment, Último Dragón abandonó el sistema Toryumon -el cual había crecido considerablemente en los últimos tiempos, llegando a rivalizar con las grandes empresas de Japón- y dejó la dirección de Toryumon Japan a Takashi Okamura. Más tarde, en julio de 2004, Asai hizo su retorno a la empresa, después de acabar su trabajo con la WWE. Sin embargo, al poco tiempo de hacer su retorno, Asai abandonó Toryumon definitivamente y se llevó consigo las marcas registradas de las tres sucursales existentes: México, Japan y X. Mientras que Toryumon X duró unos meses más antes de cerrar, Okamura y los luchadores de Toryumon Japan cambiaron el nombre de la sucursal de Japón a Dragon Gate y continuaron con su actividad de forma independiente. La mayoría de los miembros de Japan y T2P se unieron a Dragon Gate, pero el resto de Toryumon prefirieron seguir a Asai en su marcha y dejaron el sistema, contándose entre ellos los estudiantes de Toryumon X y los más recientes de Toryumon México.
Los luchadores jóvenes de Toryumon X se desplazaron a Michinoku Pro Wrestling y Osaka Pro Wrestling, empresas dirigidas por The Great Sasuke y Super Delfín, amigos de Asai. Además, muchos de los que inicialmente habían permanecido en Dragon Gate adoptando posturas neutrales acabaron abandonando la recién creada empresa para unirse al resto. Entre ellos se hallaban Akihito Terui, Yoshikazu Taru y Takahiro Suwa, quienes se hallaban en desacuerdo con la nueva dirección, y otros como Noriaki Kawabata, Shuji Kondo y varios más, que fueron despedidos por otros motivos.
En 2005, un grupo conformado por miembros de Toryumon X y exempleados de Dragon Gate se unieron para formar una promoción llamada Dragondoor con la que formar una alternativa a Dragon Gate, pero esta empresa sólo duró unos meses, debido a problemas económicos de su patrocinador. Poco después formarían otra empresa, Pro Wrestling El Dorado, que duraría ostensiblemente más que la anterior, pero que acabó por cerrar también, en 2008. En 2009 la promoción fue revivida bajo el nombre de Secret Base, pero debido a que muchos de sus luchadores se encontraban ya en otras empresas mayores, no consiguió tanto éxito como la anterior. Por su parte, tras el cierre de Dragondoor Asai reabrió Toryumon México, realizando programas en ella hasta la actualidad.

## Campeonatos
| Campeonato                                        | Actual campeón | Obtenido el         |
| ------------------------------------------------- | -------------- | ------------------- |
| NWA International Junior Heavyweight Championship | Último Dragón  | 17 de julio de 2010 |

### Antiguos
| Campeonato                                           | Promovido | Último campeón                        | Obtenido el             | Notas                                         |
| ---------------------------------------------------- | --------- | ------------------------------------- | ----------------------- | --------------------------------------------- |
| British Commonwealth Junior Heavyweight Championship | 2001-2003 | Jun Ogawauchi                         | 10 de noviembre de 2003 | Inactivo                                      |
| NWA International Light Heavyweight Championship     | 2002      | CIMA                                  | 26 de diciembre de 2002 | Inactivo                                      |
| NWA World Welterweight Championship                  | 1999-2007 | Cassandro                             | 25 de junio de 2011     | Actualmente en Consejo Mundial de Lucha Libre |
| Último Dragón Gym Championship                       | 2003-2004 | CIMA                                  | 4 de julio de 2004      | Inactivo desde la separación de Dragon Gate   |
| UWA World Trios Championship                         | 2001-2004 | HARASHIMA, Toru Owashi & Yukihiro Abe | 26 de diciembre de 2010 | En Dramatic Dream Team                        |
| UWA World Welterweight Championship                  | 2003      | Takeshi Minamino                      | 9 de septiembre de 2003 | Inactivo                                      |

## Torneos

### El Número Uno
El Número Uno fue un torneo celebrado en Toryumon Japan (actual Dragon Gate) entre los luchadores de mayor nivel de cada año.
- 2001: Masaaki Mochizuki
- 2002: Magnum TOKYO
- 2003: CIMA
- 2004: Dragon Kid

### Young Dragons Cup Tournament
Young Dragons Cup es un torneo anual de Toryumon México que empezó en 1997. Originalmente un torneo de eliminación, de 2006 en adelante fue cambiado por un Torneo Cibernético. De entre sus ganadores, sólo cuatro luchadores no han sido entrenados por Asai.
- 1997: Magnum TOKYO
- 1998: Genki Horiguchi
- 1999: Yasushi Kanda
- 2000: Milano Collection A.T.
- 2001: Toru Owashi
- 2002: Taiji Ishimori
- 2003: Takeshi Minamino
- 2004: Rocky Romero
- 2005: Kazuchika Okada
- 2006: Kota Ibushi
- 2007: Ryuji Yamaguchi
- 2008: Satoshi Kajiwara
- 2009: Trauma II
- 2010: Angélico

### Yamaha Cup Tag Tournament
Yamaha Cup es un torneo en parejas celebrado en Toryumon México, aunque no anualmente. Además de los luchadores entrenados por Asai, en este torneo participan también luchadores de la escena independiente de México, así como de las grandes empresas International Wrestling Revolution Group y Consejo Mundial de Lucha Libre, especialmente después de la escisión de Dragon Gate.
Durante la edición de 2002, la Yamaha Cup se celebró como una copa individual, no en equipos, que fue disputada en una Battle Royal, pero fue restablecido el sistema antiguo al año siguiente.
- 2000: M2K (Susumu Mochizuki & Yasushi Kanda)
- 2002: Masato Yoshino
- 2003: Sailor Boys (Taiji Ishimori & Shu Sato)
- 2004: Mini Crazy MAX (Mini CIMA & SUWAcito)
- 2005: Hiromi Horiguchi & Ryusuke Taguchi
- 2006: The F.B.I. (Johnny Stamboli & Chuck Palumbo)
- 2008: Último Dragón & Yutaka Yoshie
- 2010: Angélico & El Hijo del Fantasma

## Estudiantes de Último Dragón Gym
A lo largo de sus años, Último Dragón Gym ha entrenado a multitud de luchadores, la mayoría de los cuales se "graduaron" -debutaron- en Toryumon o alguna de sus encarnaciones posteriores. Además de Asai, nombres como Jorge Rivera, Negro Navarro, SAITO (antiguo aprendiz del Gym), Takashi Okamura, MAZADA y TAJIRI han formado parte del equipo de entrenadores. Aparte de los 65 estudiantes de Toryumon, Asai ha contribuido al entrenamiento de algunos luchadores no oficialmente estudiantes del Último Dragón Gym, como Makoto Saito, Hayato Fujita, Osamu Namiguchi, Angélico o Irene.
| Clase                            | Trimestre     | Nombre               | Empresa actual                                               |
| -------------------------------- | ------------- | -------------------- | ------------------------------------------------------------ |
| Toryumon Japan (1º clase)        | 1º trimestre  | Nobuhiko Oshima      | Dragon Gate                                                  |
| Toryumon Japan (1º clase)        | 1º trimestre  | Tatsuki Fuji         | Dragon Gate                                                  |
| Toryumon Japan (1º clase)        | 1º trimestre  | Katsumasa Kuroki     | Inactivo desde 2009                                          |
| Toryumon Japan (1º clase)        | 1º trimestre  | Takahiro Suwa        | Pro Wrestling NOAH                                           |
| Toryumon Japan (1º clase)        | 1º trimestre  | Nobuyoshi Nakamura   | Dragon Gate                                                  |
| Toryumon Japan (1º clase)        | 1º trimestre  | Yoshiyuki Saito      | Dragon Gate                                                  |
| Toryumon Japan (1º clase)        | 2º trimestre  | Hiromasa Horiguchi   | Dragon Gate                                                  |
| Toryumon Japan (1º clase)        | 2º trimestre  | Kenichiro Arai       | Dragon Gate                                                  |
| Toryumon Japan (1º clase)        | 2º trimestre  | Kanji Ichikawa       | Dragon Gate                                                  |
| Toryumon Japan (1º clase)        | 2º trimestre  | Yasushi Kanda        | Dragon Gate                                                  |
| Toryumon Japan (1º clase)        | 3º trimestre  | Susumu Mochizuki     | Dragon Gate                                                  |
| Toryumon Japan (1º clase)        | 3º trimestre  | Mototsugu Shimizu    | Big Japan Pro Wrestling / Secret Base                        |
| Toryumon Japan (1º clase)        | 4º trimestre  | Ryo Saito            | Dragon Gate                                                  |
| Toryumon Japan (1º clase)        | 4º trimestre  | Kinta Tamaoka        | Inactivo desde 2011                                          |
| Toryumon 2000 Project (2º clase) | 5º trimestre  | Takayuki Mori        | Dragon Gate                                                  |
| Toryumon 2000 Project (2º clase) | 5º trimestre  | Raimu Mishima        | Retirado por lesiones                                        |
| Toryumon 2000 Project (2º clase) | 5º trimestre  | Naruki Doi           | Dragon Gate                                                  |
| Toryumon 2000 Project (2º clase) | 5º trimestre  | Takamichi Iwasa      | Dragon Gate                                                  |
| Toryumon 2000 Project (2º clase) | 6º trimestre  | Akihito Terui        | New Japan Pro Wrestling                                      |
| Toryumon 2000 Project (2º clase) | 6º trimestre  | Kinya Oyanagi        | Michinoku Pro Wrestling                                      |
| Toryumon 2000 Project (2º clase) | 6º trimestre  | Junya Fukumasa       | Retirado                                                     |
| Toryumon 2000 Project (2º clase) | 6º trimestre  | Takashi Nomura       | Retirado                                                     |
| Toryumon 2000 Project (2º clase) | 6º trimestre  | Takuya Murakami      | Michinoku Pro Wrestling                                      |
| Toryumon 2000 Project (2º clase) | 7º trimestre  | Toru Ito             | Dramatic Dream Team                                          |
| Toryumon 2000 Project (2º clase) | 7º trimestre  | Masato Yoshino       | Dragon Gate                                                  |
| Toryumon 2000 Project (2º clase) | 7º trimestre  | Yasushi Tsujimoto    | Diamond Ring                                                 |
| Toryumon 2000 Project (2º clase) | 7º trimestre  | Takayuki Yagi        | Dragon Gate                                                  |
| Toryumon 2000 Project (2º clase) | 7º trimestre  | Syachihoko Machine 1 | Desconocido                                                  |
| Toryumon 2000 Project (2º clase) | 8º trimestre  | Shuji Kondo          | All Japan Pro Wrestling                                      |
| Toryumon 2000 Project (2º clase) | 8º trimestre  | Jun Ogawauchi        | Big Japan Pro Wrestling / Secret Base                        |
| Toryumon 2000 Project (2º clase) | 8º trimestre  | Shogo Takagi         | Inactivo desde 2010                                          |
| Toryumon 2000 Project (2º clase) | 8º trimestre  | Takuya Sugawara      | Pro Wrestling ZERO1                                          |
| Toryumon 2000 Project (2º clase) | 8º trimestre  | Akihiko Inoue        | Daiwa Entertainment Pro Wrestling                            |
| Toryumon X (3º clase)            | 9º trimestre  | Hisamaru Tajima      | Dradition Pro Wrestling                                      |
| Toryumon X (3º clase)            | 9º trimestre  | Taiji Ishimori       | Pro Wrestling NOAH                                           |
| Toryumon X (3º clase)            | 9º trimestre  | Hide Sato            | Michinoku Pro Wrestling / FREEDOMS / Big Japan Pro Wrestling |
| Toryumon X (3º clase)            | 9º trimestre  | Megumi Sato          | Michinoku Pro Wrestling / FREEDOMS / Big Japan Pro Wrestling |
| Toryumon X (3º clase)            | 9º trimestre  | Manabu Murakami      | Michinoku Pro Wrestling / Apache Pro Wrestling               |
| Toryumon X (3º clase)            | 9º trimestre  | Taro Nohashi         | Michinoku Pro Wrestling                                      |
| Toryumon X (3º clase)            | 9º trimestre  | Takeshi Yamamoto     | Michinoku Pro Wrestling / Apache Pro Wrestling               |
| Toryumon X (3º clase)            | 9º trimestre  | Kenichi Sakai        | Michinoku Pro Wrestling                                      |
| Toryumon X (3º clase)            | 9º trimestre  | Fumiyuki Hashimoto   | Dragon Gate                                                  |
| Toryumon X (3º clase)            | 9º trimestre  | Masaki Okimoto       | Michinoku Pro Wrestling                                      |
| Toryumon X (3º clase)            | 9º trimestre  | Keiji Kogure         | Retirado                                                     |
| Toryumon X (3º clase)            | 9º trimestre  | Masahiro Takanashi   | Dramatic Dream Team, a pesar de no haberse graduado          |
| Toryumon X (3º clase)            | 10º trimestre | Naoki Tanizaki       | Dragon Gate                                                  |
| Toryumon X (3º clase)            | 10º trimestre | Takayasu Fukuda      | FREEDOMS / Dradition Pro Wrestling / Secret Base             |
| Toryumon X (3º clase)            | 11º trimestre | Takuya Sugi          | Pro Wrestling NOAH                                           |
| Toryumon X (3º clase)            | 11º trimestre | Saito Masuda         | Retirado                                                     |
| Toryumon X (3º clase)            | 11º trimestre | Amigo Suzuki         | Big Japan Pro Wrestling / Dradition Pro Wrestling            |
| Toryumon X (3º clase)            | 11º trimestre | Wataru Hasegawa      | Inactivo desde 2009                                          |
| Toryumon X (3º clase)            | 12º trimestre | Yusuke Aoki          | Secret Base                                                  |
| Toryumon X (3º clase)            | 12º trimestre | Manabu Katagami      | Retirado                                                     |
| Toryumon X (3º clase)            | 12º trimestre | KONDO&CO             | Retirado                                                     |
| Toryumon X (3º clase)            | 12º trimestre | Yasuhito Doukan      | Nunca se graduó                                              |
| Toryumon X (3º clase)            | 13º trimestre | Hiromi Horiguchi     | Inactivo desde 2009                                          |
| Toryumon X (3º clase)            | 13º trimestre | Tsutomu Oosugi       | Michinoku Pro Wrestling / Big Japan Pro Wrestling            |
| Toryumon X (3º clase)            | 13º trimestre | Tatsuhito Senga      | Michinoku Pro Wrestling / Big Japan Pro Wrestling            |
| Toryumon X (3º clase)            | 13º trimestre | Chiharu Watanabe     | Osaka Pro Wrestling                                          |
| Toryumon X (3º clase)            | 13º trimestre | Hajime Ohara         | Pro Wrestling NOAH                                           |
| Toryumon X (3º clase)            | 13º trimestre | Kazuchika Okada      | New Japan Pro Wrestling                                      |
| Toryumon X (3º clase)            | 13º trimestre | CHANGO               | Diamond Ring                                                 |
| Toryumon Mexico (4º clase)       | 14º trimestre | Toshiya Matsuzaki    | Inactivo desde 2009                                          |
| Toryumon Mexico (4º clase)       | 14º trimestre | Daisuke Hanaoka      | Los Perros del Mal / Asistencia Asesoría y Administración    |
| Toryumon Mexico (4º clase)       | 14º trimestre | Satoshi Kajiwara     | Pro Wrestling NOAH / Diamond Ring                            |